# とうめいロボ
とうめいロボは、近藤千尋を中心とした不定形音楽ユニットである。

## 概要
2002年よりギターの弾き語りライブを始める。

2004 年、枡本航太と出会いバンドを結成。並行してソロ活動も継続。

2005年、活動名義を「チヒロ」から「とうめいロボ」に改める。

2006年、カフェオレーベルスタジオにてファーストアルバムを録音。

レコーディング、ミックス、マスタリングはカフェオレーベル原朋信氏。

2007年5月、岡山のバンド「ケッチ」のメンバーである石原慧・岡茂毅とともにバンド「くまくまキー」結成。

同年、GYUUNE CASSETTEよりファーストソロアルバム「ｏｔｅｔｅ」リリース。

2009年、P-VINE RECORDSより２ndアルバム「とうめいなじかん」リリース。

同年、添田雄介と雑貨制作グループ「mjunki（ミュンキ）」を結成。
2020年、《 daub 》Label の長濱礼香の呼びかけで内橋和久（ギタリスト、ダクソフォン奏者、アルタード・ステイツ）と一緒にＣＤアルバム「荒野のおにぎり」を作成。
2022年3月に、2年越しのレコ発売ツアーを行う。

## ディスコグラフィー

### CD
- otete[4] (gyuune cassette, 2007年)
- とうめいなじかん(P-Vine, 2009年2月6日)
- とうめいロボ＆内橋和久「荒野のおむすび」（daub/ギューンカセット、2020年4月30日）

### DVD-R
- とうめい階段 (ALCHEMY RECORDS, 2008年6月25日)
  - 2008年4月6日にアルケミー・ミュージック・ストアにて行われた、とうめいロボ（G.Vo）+JOJO広重（G.Vo）+スハラケイゾウ（Ba)の3人によるスペシャルライブのDVDR。
- LIVE IN KYOTO 2009 (ALCHEMY RECORDS, 2009年7月31日)
  - 2009年4月4日に京都のライブハウス「ウーララ」で行われた、とうめいロボ・ワンマンライブの映像。
- とうめいロボ＋スッパバンド (円盤, 2009年9月29日)
  - スッパバンドとの合体ユニット。円盤ライヴドキュメントDVD-Rシリーズ。